# Sphegina verecunda
Sphegina verecunda là một loài ruồi trong họ Ruồi giả ong (Syrphidae). Loài này được Collin mô tả khoa học đầu tiên năm 1937. Sphegina verecunda phân bố ở vùng Cổ Bắc giới (Đan Mạch)